# Station Kraski
Station Kraski is een spoorwegstation in de Poolse plaats Kraski.